# Het geheim van de vuurtoren
Het geheim van de vuurtoren is een Nederlandse stomme film uit 1916 in zwart-wit. De film werd ook aan Frankrijk verkocht en kreeg daar de titel Le Secret du Phare, de originele film bestaat alleen nog maar uit een aantal fragmenten bewaard in het Filmmuseum, maar men hoopt ooit aan een kopie te komen vanuit Frankrijk.
Het filmproject was een grootschalig ambitieus plan, want voor de film werd een vuurtoren gebouwd, een ruïne van 20 meter plus een pier van 15 meter voor de kust van Zandvoort, wat enorme productiekosten met zich meebracht. Circa 50 tot 70.000 gulden zou er in totaal zijn uitgetrokken. Ook draafden de meest bekende Nederlandse acteurs uit die tijd op in de film.

## Verhaal
Hoofdpersoon Van Norden heeft in een woede-uitbarsting een man verwond. De man is zo toegetakeld dat hij Van Norden niet meer kan herkennen. Toch was er een getuige bij dit voorval, genaamd van Oort, die Van Norden en zijn vrouw chanteert voor een groot geldbedrag; in ruil daarvoor zou hij het niet aan de politie gaan vertellen. Het echtpaar besluit Van Oort zijn zin te geven en besluit een overval te plegen. Het geld moeten ze verstoppen bij een half-afgebroken vuurtoren. Maar de twee krijgen wroeging en plegen beiden zelfmoord door van de vuurtoren af te springen.

## Rolverdeling
| Acteur                  | Personage               |
| ----------------------- | ----------------------- |
| Louis Chrispijn sr      | Van der Meulen          |
| Willem van der Veer     | Hendrik van Norden      |
| Esther de Boer-van Rijk | Annie van Norden        |
| Coen Hissink            | Van Oort                |
| Greta Gijswijt          | Margaretha van Oort     |
| Jan van Dommelen        | Professor Van der Velde |
| Annie Bos               | Huishoudster            |
| Christine van Meteren   | Mevr. Van der Velde     |